# Renate Franz

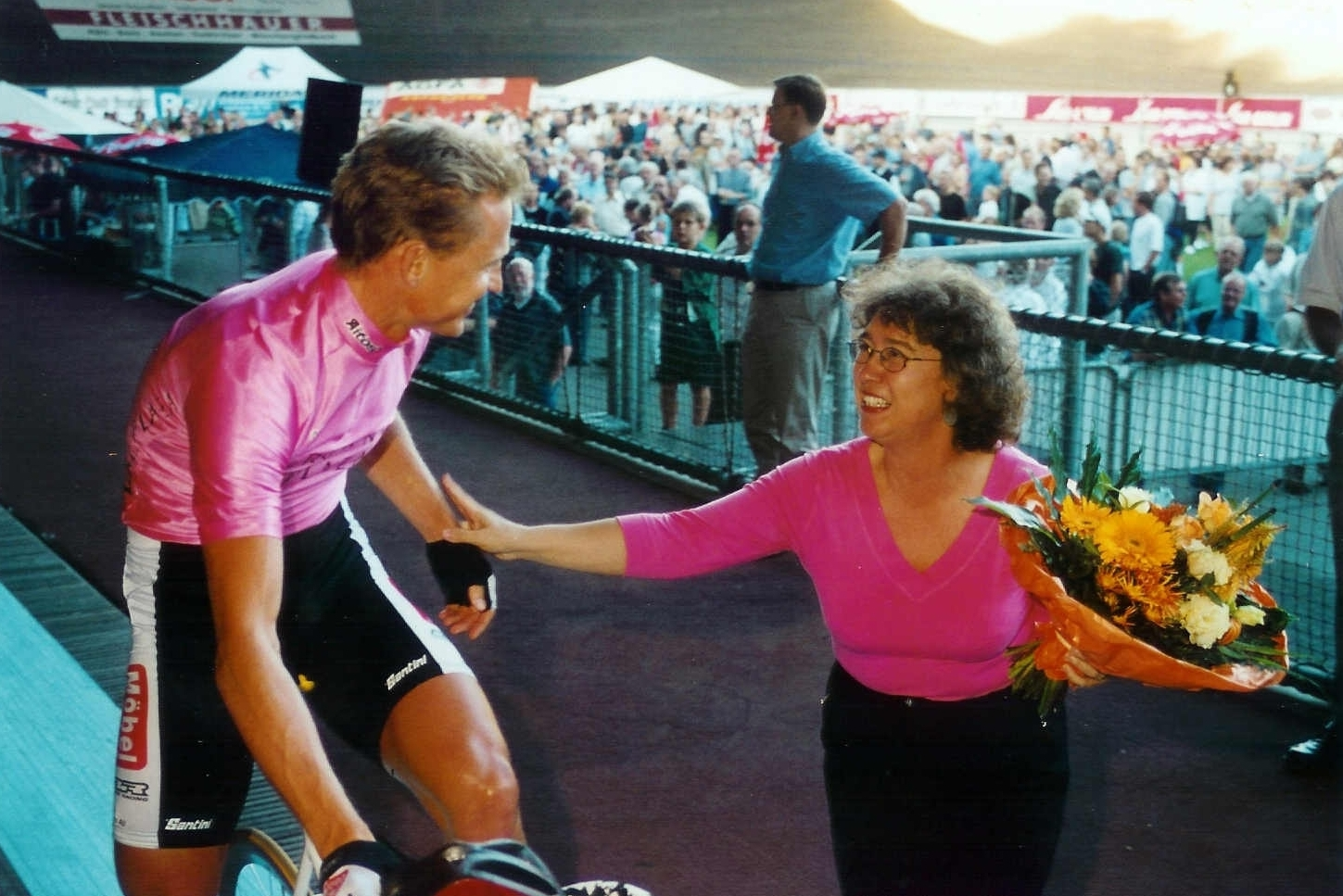
Organisatorin Renate Franz gratuliert Radprofi Kurt Betschart
(Albert-Richter-Radrennbahn, Köln 2000)

Renate Franz (* 18. November 1954 in Solingen) ist eine deutsche Journalistin und Autorin, die sich auf sportgeschichtliche Themen spezialisiert hat.

## Leben
Renate Franz studierte Geschichte und Germanistik an der Universität zu Köln. Von 1982 bis 1989 war sie als Volontärin und Redakteurin der Kölnischen Rundschau und anschließend beim Kölner Verlag „Informationspresse“ tätig.
Von 1992 an engagierte sie sich im Rahmen einer Bürgerinitiative für die dann 1996 erfolgte Benennung der Radrennbahn im Radstadion Köln im Stadtteil Köln-Müngersdorf nach dem Kölner Radweltmeister Albert Richter, der 1940 mutmaßlich von der Gestapo ermordet worden war. 1998 veröffentlichte sie die Richter-Biografie Der vergessene Weltmeister, die 2007 in 2. Auflage herausgebracht wurde und 2022 in erweiterter Auflage auf Niederländisch. Der Politologe Dieter Vaupel bezeichnete diese Publikation in seinem 2023 veröffentlichten Buch Radsport im Nationalsozialismus als „herausragendes“ Werk zum Thema. Ebenfalls 2007 erschien Fredy Budzinski, eine Biografie des Berliner Radsportjournalisten, dessen Archiv in der Deutschen Sporthochschule Köln sie zuvor in einem Findbuch erfasst hatte.
Von 1998 bis 2001 organisierte Renate Franz auf der Albert-Richter-Bahn die Bahnrad-Veranstaltung „Die Freitag Nacht“ und initiierte den „Albert-Richter-Cup“ des Bundes Deutscher Radfahrer für den Nachwuchs im Bahnsprint. Zudem gab sie zwei Jahre lang den Fotokalender „Track Cycling“ heraus. Sie gehörte dem „steering committee“ der „International Cycling History Conference“ (ICHC) an, deren Homepage sie auch betreute. Für ihr Engagement rund um den Bahnradsport wurde sie 2003 als erste Deutsche vom Weltradsportverband als „Volontaire UCI“ ausgezeichnet.
2008 übte sie Kritik an der Aufnahme des Radtrainers und ehemaligen NSDAP-Mitgliedes Gustav Kilian in die Hall of Fame des deutschen Sports.
Renate Franz hat einen Sohn und lebt in Köln. Ihre Mutter war die Mundartschriftstellerin Aenne Franz.

## Schriften

### Monographien
- Mit Marcus Rosenstein und Matthias Vogel: Darts. Konzentration und Präzision im Pfeilwurfspiel. Weinmann, 1997, ISBN 978-3-87892-048-9.
- Der vergessene Weltmeister. Das rätselhafte Schicksal des Radrennfahrers Albert Richter. 1998 (Emons Verlag) und 2007 (Covadonga Verlag), ISBN 978-3-936973-34-1.
  - Mit Erik Schaap: Ongewenst. De wereldkampioen wielrennen en zijn joodse coach. Brave New Books, 2022, ISBN 978-94-6448-432-8 (niederländisch).
- Fredy Budzinski. Radsport-Journalist, Sammler und Chronist. Sportverlag Strauß, Köln 2007, ISBN 978-3-939390-43-5 (Schriftenreihe der Zentralbibliothek der Sportwissenschaften der Deutschen Sporthochschule Köln, Bd. 7).
- Deutsche Übersetzung von: Peter Zheutlin: Around the world on two wheels. Annie Londonderry's extraordinary ride. Kensington Verlag, NewYork 2013. Unter dem Titel:

Mit dem Fahrrad um die Welt. Die außergewöhnliche Reise der Annie Londonderry anno 1895. Maxime Verlag, Leipzig, ISBN 978-3-931965-07-5 (bisher nicht erschienen).

### Beiträge
- The „Black Sunday“ of Berlin, or Death on the Cycle Track. In: Cycle History 19. Proceedings of the 19th International Cycling History Conference. Hrsg. Musée d’Art et d’Industrie de Saint Etienne und der Fédération Française de Cyclotourisme, Cheltenham 2010.
- Verbot – ja oder nein? Das Ende der Sechstagerennen im Dritten Reich (in Zusammenarbeit mit Jan Eric Schwarzer). In: Der Knochenschüttler. Zeitschrift für Liebhaber historischer Fahrräder, Heft 46, 2/2009, S. 4–9. Der Beitrag in Englisch: Did the Nazis Prohibit Six-Day Races in 1934? In: Gary Sanderson (Hrsg.): Cycle History 20. Proceedings of the 20th International Cycling History Conference. Cheltenham 2010, S. 108–115
- Nick Kaufmann – Meisterfahrer der Welt (mit Michael Mertins). In: Der Knochenschüttler. Zeitschrift für Liebhaber historischer Fahrräder, Heft 50, 3/2010, S. 4–11
- Die Weltmeisterschaften in Köln. In: Sport für Köln – gestern, heute, morgen, Köln 2009, S. 117–131.
- Gregers Nissen – Der Prophet des Radwanderns. In: Michael Bollschweiler, Michael Mertins, Gerhard Renda (Hrsg.): Rückenwind. Ein Streifzug durch die Fahrradgeschichte. Bielefeld 2011, S. 64–69
- Biographie des Rennradfahrers Max Hahn. In: Der Knochenschüttler. Zeitschrift für Liebhaber historischer Fahrräder, Heft 52, 2/2011, S. 4–10 (mit Michael Mertins)
- Der schrullige Herr von Zois – Ein Pionier des österreichischen Radsports. In: Der Knochenschüttler. Zeitschrift für Liebhaber Historischer Fahrräder. Heft 55. 1/2013. S. 15–18
- Wie der Bahnvierer bei Olympia 1968 in Mexiko Gold verlor. In: Verein Historische Fahrräder (Hrsg.): Der Knochenschüttler. Band 56, Nr. 2, 2013, S. 10–14.
- Peter Günther. In: Portal Rheinische Geschichte. Abgerufen am 7. Oktober 2019.
- Rudi Altig. In: Portal Rheinische Geschichte. Abgerufen am 7. Oktober 2019.
- Willy Schmitter. In: Portal Rheinische Geschichte. Abgerufen am 7. Oktober 2019.
- Werner Rittberger. In: Portal Rheinische Geschichte. Abgerufen am 7. Oktober 2019.
- Otto Brandenburg. In: Portal Rheinische Geschichte. Abgerufen am 7. Oktober 2019.
- Die Kölner Sechstagerennen. In: Portal Rheinische Geschichte. Abgerufen am 27. März 2021.
- Albert Konrad Gemmeker. In: Portal Rheinische Geschichte. Abgerufen am 17. April 2022.
- Kenneth Spencer. In: Portal Rheinische Geschichte. Abgerufen am 13. Mai 2023.